# Жовтянська волость
Жовтянська волость — історична адміністративно-територіальна одиниця Верхньодніпровського повіту Катеринославської губернії.
Станом на 1886 рік складалася з 2 поселень, 2 сільських громад. Населення — 5989 осіб (2949 чоловічої статі та 3040 — жіночої), 1122 дворових господарств .
|                    | Площа, десятин | У тому числі орної, дес. |
| ------------------ | -------------- | ------------------------ |
| Сільських громад   | 13630          | 7474                     |
| Казенної власності | 9078           | 1830                     |
| Іншої власності    | 100            | 69                       |
| Загалом            | 22808          | 9373                     |

Найбільші поселення волості:
- Жовте — село при річці Жовтій в 62 верстах від повітового міста, 2920 осіб, 762 двори, православна церква, школа, 2 постоялих двори, 5 лавок, 2 ярмарки, базарь по неділях.
- Зелене — село при річці Зеленій, 3069 осіб, 360 дворів, православна церква, 2 постоялих двори, 6 лавок, 2 ярмарки, базарь по неділях.